# Ås socken, Småland
Ås socken i Småland ingick i Västbo härad i Finnveden och är sedan 1974 en del av Gislaveds kommun, från 2016 inom Ås distrikt, i Jönköpings län.
Socknens areal är 89,18 kvadratkilometer, varav land 79,71. År 2000 fanns här 847 invånare. Kyrkbyn Karaby med sockenkyrkan Ås kyrka ligger i socknen. Namnet Västboås används också.

## Administrativ historik
Ås socken har medeltida ursprung.
Vid kommunreformen 1862 övergick socknens ansvar för de kyrkliga frågorna till Ås församling och för de borgerliga frågorna till Ås landskommun. Landskommunen inkorporerades 1952 i Reftele landskommun som i sin tur 1974 uppgick i Gislaveds kommun.  Församlingen som utökades 1974 uppgick 2014 i Västbo S:t Sigfrids församling.
1 januari 2016 inrättades distriktet Burseryd, med samma omfattning som Ås församling hade 1999/2000 och fick 1974, och vari detta sockenområde ingår.
Socknen har tillhört samma fögderier och domsagor som Västbo härad. De indelta soldaterna tillhörde Jönköpings regemente, Norra Västbo kompani, och Smålands grenadjärkår, Jönköpings kompani.

## Geografi och natur
Ås socken ligger nordväst om sjön Bolmen. Dess område ligger ungefär mitt emellan Värnamo och Smålandsstenar. Socknen har öppen odlingsbygd. Norr om Bolmen ligger mossmarker. Socknen präglas i övrigt av skogsbygd. Bebyggelsen är till stor del höjdbebyggelse på områdets moränåsar. Strandbygder ligger runt socknens sjöar.
Dravens naturreservat ingår i EU-nätverket Natura 2000 och delas med Reftele socken i Gislaveds kommun och Bredaryds socken i Värnamo kommun.
En sätesgård var Svanaholms säteri.

## Fornminnen
Inom socknen finns en gammal utdikad sjö, längs vars stränder man funnit ett trettiotal boplatser från stenåldern och även hällkistor. Från bronsåldern finns ungefär tjugo högar samt några gravrösen. Inom socknen finns elva gravfält av vilka tio är höggravfält från yngre järnåldern. Från medeltiden finns lämningar efter två befästa gårdar. I Ås by finns rester av en gammal kyrka och en ödekyrkogård.

## Befolkningsutveckling
Befolkningen ökade från 630 1810 till 1321 1880. Därefter varierade folkmängden mellan 1 200 och 1 350 invånare fram till 1830 med en topp 1910 med 1 340 invånare. Därpå sjönk folkmängden till 863 invånare 1990.

## Namnet
År 1356 skrevs ij As soghn. Namnet kommer från kyrkbyns läge på en ås.